# Bogusław Raatz
Bogusław Raatz – polski gitarzysta i publicysta

## Biografia artystyczna
Rozpoczął działalność w 1978, w Bydgoszczy. Współtworzył zespół Question Mark. W 1982 zawiesił swoją publiczną aktywność muzyczną, by ponownie ją wznowić w 2002.
Od 2002 współpracował i koncertował między innymi z Andrzejem Przybielskim (SBB, Niemen, Kurylewicz), Robertem Bielakiem, Michaelem Ogorodovem (Gong), Józefem Skrzekiem (SBB), Sławomirem Ciesielskim (Republika), Władysławem Komendarkiem, Timem Sanfordem, Grantem Calvinem Westonem (Ornette Coleman, Vernon Reid, John Zorn, James Blood Ulmer) oraz Steve’em Kindlerem.
Od 2011 współtworzy wraz z Jarosławem Pijarowskim duet Pro Vox oraz QM Pro Vox Band i bierze udział w przedsięwzięciach artystycznych Teatru Tworzenia. Rok 2011 jest również początkiem współpracy z artystą plastykiem Łukaszem Wodyńskim, oraz hiszpańskim artystą i performerem Xavierem Bayle. Stworzył muzykę do spektaklu Teatru Rysowania akt III, którego premiera odbyła się w Centrum Sztuki Współczesnej w Toruniu.
W lutym 2013 skomponował muzykę do wystawy portretów olejnych Łukasza Wodyńskiego pt. Exzystencje. Jest również autorem muzyki do live actu Łukasza Wodyńskiego pt. I'm. W sierpniu 2013 wraz z altowiolistą Waldemarem Knade założył zespół Ritual Duo. Od 2014 współpracuje z amerykańskim artystą polskiego pochodzenia Mirosławem Rogalą tworząc lub współtworząc między innymi muzykę do dzieł artysty (np. Transformed Istambul, Zielony). W 2020 roku powstał wspólny projekt "The Speed of Kindliness", który jest połączeniem video artu i muzyki. B. Raatz od kilku lat współtworzy dzieło Mirosława Rogali pt. Interactive Media Opera DEL+ALT+CTRL. Od 2014 współtworzy wraz z Grantem C. Westonem oraz Grzegorzem Korybalskim, zespół WARM TRIO. W 2015 wydał wraz z WARM TRIO pierwszą płytę pod tytułem Warm Trio. W 2015 roku powołał do życia zespół RITUAL ART ORCHESTRA (R-A-O), który to w składzie: Steve Kindler, Bogusław Raatz i Daniel Mackiewicz (z udziałem Michaela Ogorodova, Miachała Esza Szerląga oraz Randy Raatza) wydał w 2018 roku płytę "Atmosphere". W 2020 roku był inicjatorem powstania grupy artystycznej o nazwie Witkacy Tribute Ensemble.

## Dyskografia
Płyty solowe
- Exzystencje (2018) Muzyka do wystawy portretów autorstwa Łukasza Wodyńskiego pt. Exzystencje.
- Wistość Rzeczy (2022) Nagrana z zespołem Witkacy Tribute Ensemble. Płyta koncepcyjna poświęcona twórczości Stanisława Ignacego Witkiewicza.
- Nie z Świata Tego (2023) Nagrana z zespołem Witkacy Tribute Ensemble. Płyta koncepcyjna poświęcona twórczości Stanisława Ignacego Witkiewicza.

Płyty nagrane z zespołem Question Mark:
- Question Mark (2004)
- Music and more (2004) koncertowa
- Eljazz (2004) koncertowa
- Kuźnia-live (2005) koncertowa
- Electric eye (2006)
- W Polskim Radiu PiK (2009) koncertowa
- Laboratory[16] (2010) z A. Przybielskim i R. Bielakiem
- La Terra Rossa[17] (2013) z R. Bielakiem, Michaelem Ogorodovem, Timem Sanfordem, Jarosławem Pijarowskim
- Exsessions (2018) z R. Bielakiem

Płyty nagrane z Pro Voxem:
- Z archiwum IPN-u (2011) Pro Vox z Jarosławem Pijarowskim
- Pro Vox live (2012) DVD z zapisem koncertu w Golubiu Dobrzyniu z Jarosławem Pijarowskim

Płyty nagrane z Teatrem Tworzenia Jarosława Pijarowskiego:
- The dream Off Penderecki (2013)[18]

Płyty nagrane z RITUAL DUO:
- Kolory[19] (2014) z Waldemarem Knade, Sławomirem Ciesielskim, Eurazją Srzednicką oraz Markiem Matuszewskim

Płyty nagrane z WARM TRIO:
- Warm Trio[20] (2015) z Grantem C. Westonem oraz Grzegorzem Korybalskim
- Mouse Paradise[21] (2020) z Grantem C. Westonem, Grzegorzem Korybalskim, gościnnie Steve Kindler

Płyty nagrane z Ritual Art Orchestra (R-A-O):
- Atmosphere[22] (2018) z Steve’em Kindlerem, Danielem Mackiewiczem (z udziałem: Michael Ogorodov, Michał Esz Szerląg i Randy Raatz)

Inne wydawnictwa
- OFF – Życie bez dotacji (2015) Płyta CD, dodatek do książki „Pijarowski-OFF-życie bez dotacji”[23]
- Post Antropo Poezja (2020) Płyta CD, audio book zawierający wiersze napisane przez Łukasza Wodyńskiego w latach 2016 - 2019. Muzyka Bogusław Raatz i Rafał Iwański.[24]
- Mutual Influences (2021) Płyta CD, Trio: RAATZ-BIELAK-MACKIEWICZ[25]

## Działalność publicystyczna
Autor kilkuset publikacji z dziedziny serwisowania pojazdów, oraz cenionych książek i poradników. Autor książek beletrystycznych. Od 1999 roku członek zespołu redakcyjnego kwartalnika LAKIERNIK. Członek zespołu redakcyjnego miesięcznika AUTONAPRAWA. Prowadzi własny portal o tematyce technologii napraw karoserii samochodowych. Założyciel Centrum Szkoleniowego Herkules, w którym jest jednym z prowadzących wykłady i szkolenia. Od 2015 roku założyciel oraz redaktor naczelny magazynu dla profesjonalistów z branży motoryzacyjnej KAROSERIA.